# Marijana Zovko
Marijana Zovko (* 16. Juni 1972 in Laupheim, Deutschland) ist eine deutsch-kroatische christliche Musikerin und Komponistin.

## Leben
Marijana Zovko wurde im oberschwäbischen Laupheim geboren, wo sie auch heute mit ihrem Ehemann und Sohn wohnt. Ihre Eltern stammen aus dem slawonischen Vrbova. Zovko absolvierte eine mittlere medizinische Berufsausbildung und war einige Jahre in diesem Bereich berufstätig gewesen. Aus gesundheitlichen Gründen legte sie ihre Arbeit nieder und kümmerte sich fortan um die Erziehung ihres Sohnes.

## Musik
Bereits in frühem Kindesalter begann Zovko im Kirchenchor zu singen. Ihre religiös-christliche Spiritualität wurde zudem durch das Gebet des Rosenkranzes geprägt. Zovko begann christliche Lieder zu komponieren, die sie ihrem Gemeindepfarrer anvertraute. Dieser empfahl Zovko an einem christlichen Musikfestival, welches in der Zagreber Konzerthalle Vatroslav Lisinski im Jahre 1992 aufgeführt wurde, teilzunehmen. Dort teilnehmend führte Zovko ihr komponiertes Lied „Neka svijeća gori“ / „Lass die Kerze brennen“ auf, welches zugleich als Friedenslied zur Zeit des Kroatien-Kriegs verstanden werden sollte. Im Jahre 1993 nahm Zovko am Musikfestival „Crofest“ teil, welches im Dom sportova aufgeführt wurde.
Daraufhin veröffentlichte Zovko ihr erstes Album mit dem Titel „Lass die Kerze brennen“. Es folgten Auftritte in den römisch-katholischen Pfarrgemeinden der Kroatenseelsorge in Deutschland. Ein weiteres Album wurde unter dem Titel „Sretan dan, o, Gospode“ / „Glücklicher Tag, oh, Herr“ veröffentlicht. Es folgten internationale musikalische Auftritte in den Jahren 1994, 2001, 2003, 2005 und 2009, zudem in der Pfarrkirche von Međugorje. In Deutschland nahm Marijana Zovko musikalisch in den Jahren 2001 und 2003 am Literatur-Festival des SWR teil, überwiegend stellt sie ihre musikalischen Werke bundesweit in römisch-katholischen Pfarrgemeinden vor.

## Weblink
- Biografie (kroatisch)

| Personendaten    | Personendaten                           |
| ---------------- | --------------------------------------- |
| NAME             | Zovko, Marijana                         |
| KURZBESCHREIBUNG | deutsch-kroatische christliche Sängerin |
| GEBURTSDATUM     | 16. Juni 1972                           |
| GEBURTSORT       | Laupheim                                |